# Hippocampus algiricus
 Hippocampus algiricus és una espècie de peix de la família dels singnàtids i de l'ordre dels singnatiformes.
Els mascles poden assolir els 19,2 cm de longitud total.
Es troba des del Senegal fins a Angola.